# CNN新闻18频道
CNN-News18 （原CNN-IBN ）是由拉加夫·巴尔在印度北方邦诺伊达创立的印度英语新闻电视频道，目前由18电视网集团（Network 18）和華納媒體拥有。  CNN为该频道提供国际报道，而印度广播网（Indian Broadcasting Network ）则专注于印度和当地报道。 
2014年5月，印度信实工业宣布将接管Network18。此举被称为“印度媒体领域有史以来最大的一笔交易”。  信实工业从2012年1月起通过对Network 18的投资，已间接控制了TV18 。  

## 历史
CNN国际台过去只有印度的城市精英收看。为了影响更多印度观众，时代华纳与印度Global Broadcast News公司（现TV18广播公司）于2005年12月18日联合在印度推出了CNN-IBN 频道。该频道由TV18广播公司运营，仅使用有线新闻网 (CNN)品牌。 
目前，时代华纳的印度区CNN-News18与其姊妹频道CNN国际台虽然都是英文台，但是前者的收视人数比较多。 
据18电视网，自频道成立以来，平均每天有4500万户家庭收看。 
2015 年，特纳广播公司和18电视网之间的许可协议宣布未续签，并将于2016年1月到期。   
2015年12 月1日，宣布达成品牌续期协议。 
2016 年4 月18日，CNN-IBN更名为CNN-News18。 

## 节目

### 滚动新闻
- News18 Headstart : 早间新闻和有新闻价值的事件
- 8 AM Express和The Morning News ：两个早间新闻节目，提供来自世界各地的最新消息。主播轮班主持。
- News18：全天实时更新的新闻播报。[13]
- Afternoon Prime ：对头条新闻的评论。
- India 360 ：由高级副主编 Arunoday Mukharji 提供的30分钟新闻简报，以快节奏、清晰和简洁的方式涵盖印度全国、国际、商业、体育、犯罪和娱乐新闻。 [14]该节目于2017年4月24日取代了News 360。2018年2月6日，调整到晚7点30分， 之前在晚8点播出。

### 新闻综述和辩论
- 深夜版（Late Night Edition）：当天重要新闻的公告和对其的评论[13]
- News Epicenter和Epicenter Tonight ：两个晚间新闻节目，重点关注在日常辩论的热度和噪音中迷失的话题，分别由副政治编辑Marya Shakil和高级编辑Shreya Dhoundial从2018年2月6日开始。他们最初于 2017 年 5 月 2 日在 Epicentre@7 节目中一起出现。 [13]
- The Crux：执行编辑 Anubha Bhonsle 超越了当天的头条新闻。 [14]该节目于2017年4月24日取代了The Last Word。
- Faceoff Tonight：扎卡雅各布（Zakka Jacob）对话新闻人物。 [15]该节目于2017年4月17日取代了 India at 9 。 2018年2月6日，调整至晚8点播出，之前在晚9点。
- Viewpoint：执行编辑 Bhupendra Chaubey点评当日5大头条新闻。 [15]该节目于2017年4 月17日取代了 Big 5 @ 10。 2018年2月6日调整到晚9播出，之前在晚10点。
- World View with Suhasini Haidar：由副国际事务编辑 Suhasini Haidar 主持，对每周顶级国际事务进行点评，分析印度会受到如何影响，并由外交政策智库分析对热门问题进行辩论。 [16] [17]由于Suhasini的离开，该节目于2014年5月13日停播。 [18]
- The Week That Wasn't ：对本周主要新闻事件的30分钟恶搞。该节目以讽刺的语气审视本周的主要故事。主持人是赛勒斯·布罗查（Cyrus Broacha）。 [19] [20]

### 其他
- 技术和汽车展（Tech and Auto Show）：印度第一个也是最大的技术和汽车展。包括新闻、评论和采访，以及来自这两个行业的专题报道。由马纳夫·辛哈（Manav Sinha）主持。
- Off Centre：该节目主要介绍来自各行各业的非传统人物
- Now Showing:：印度宝莱坞的新闻和八卦，由娱乐编辑 Rajeev Masand 主持
- Virtuosity

## 争议

### 英联邦运动会合同
2011年8月5日，印度最高审计机关主计审计长公署（Comptroller and Auditor General of India，简称CAG）向印度议会提交了关于2010年英联邦运动会的报告。在报告的第14.4.2节中，CAG声称在与CNN-IBN和NDTV签订2010年英联邦运动会、价值3780万卢比的广告片合同时，英联邦运动会组委会未采用任何形式的竞争性招标。 ”   

### 假推特评论
在新闻节目中出现过一些虚假推特评论，引发了观众对即时反馈可靠性的质疑。节目组人员后来道歉说，评论来源被错误地标示为Twitter。 

### 假现场辩论
2012年11月，该频道在其黄金时段节目面向全国（Face The Nation）中将录制的詩麗·詩麗·若威·香卡采访报道当作电视直播。该节目由频道副主编Sagarika Ghose主持，她是该频道主编Rajdeep Sardesai的妻子。在公众的强烈抗议下，该主播在推特、网站和电视上公开道歉。  该剧集尚未在节目主页上架。 

### 员工解雇
2013年8月，TV18在重组过程中从多个办事处解雇了近400 人，其中也包括CNN-IBN员工 。该公司拒绝就此事进一步置评。 